# Aragonés de Ballibasa
El aragonés de Ballibasa  es la variedad dialectal del aragonés hablada en Yebra de Basa, Espín, Fanlillo, Orús, San Julián de Basa y Sobás, así como en el despoblado Sobrepuerto (en el Alto Gállego, provincia de Huesca, Aragón, España), perteneciente al bloque central, a mitad de evolución entre el aragonés del Somontano y las variedades más genuinas del aragonés central. La población local lo emplea en ocasiones esporádicas y solo unos pocos más frecuentemente especialmente todos los años en la Pastorada de Santa Orosia.

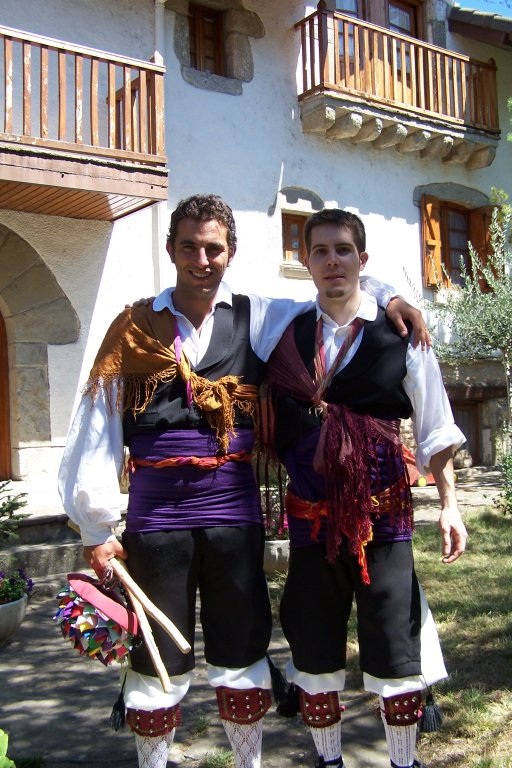
Intérpretes de la pastorada en aragonés

Muy sucintamente concuerda lingüísticamente con el aragonés en general en: formación del plural excepto la terminación en –z; artículos que son los más generalizados en el ámbito aragonés (o, a, os, as); demostrativos ixe, -a, -o, -os, -as generalizados en todo el aragonés; el uso del complemento pronominalo-adverbial en / ne; las formas verbales del imperfecto de indicativo con -b- desinencial latina y las normales en subjuntivo (-ase, -ese, -ise); o la terminación en –ón de las terceras personas del pretérito perfecto simple.
Particularidades más específicas que lo acercan al aragonés central desde Panticosa y Sobremonte hasta Ballibió, aunque con gran retroceso siendo en la actualidad su existencia mínima y meramente testimonial. Son el artículo en su variante intervocálica ro, ra, ros, ras. Usado en Ballibió, Sobremonte y Panticosa y valle de Tena, los participios con la -t- intervocálica conservada y la conservación de las consonantes sordas intervocálicas -p-, -t-, -k-.